# Условия человеческого существования (картина)
«Условия человеческого существования» (фр.  La condition humaine) — картина бельгийского сюрреалиста Рене Магритта. Холст, масло.

## Сюжет
На картине изображена стена комнаты, через проём в которой открывается вид на морской пляж. Рядом с проёмом изображена картина на мольберте, но холст, словно стекло: нарисованная картина изображает продолжение реального пейзажа за стеной. Зрителя при внимательном изучении картины охватывает странное ощущение от причудливого смешения видимой реальности и созданной изображением иллюзии.

## Версии
Рене Магритт написал несколько вариантов картины. Наиболее известны версия 1933 года, хранящаяся в Национальной галерее искусства в Вашингтоне, и версия 1935 года, хранящаяся в коллекции Симона Спирера в Женеве. Существует также несколько рисунков с таким же названием, один из которых находится в Кливлендском музее искусства.